# Belutschistan

Siedlungsgebiet der Belutschen (pink gefärbt)

Belutschistan (belutschisch بلۏچستان; englisch transkribiert auch Baluchistān und Beluchistan) ist eine geographische Region im Iranischen Hochland, die sich über den Osten Irans, den Süden Afghanistans und den Südwesten Pakistans erstreckt. Die Fläche beträgt etwa 690.000 km².
Der pakistanische Teil der Region findet sich in der Provinz Belutschistan und der iranische Teil in der Provinz Sistan und Belutschistan wieder.
Neben Belutschisch, der Sprache der Belutschen, die den größten Teil der Bevölkerung ausmachen, werden in der Region andere indoiranische Sprachen sowie Brahui, eine dravidische Sprache, u. a. vom Stamm der Mengalen, gesprochen.

## Geschichte
Erstmals wurde das Gebiet in der Altsteinzeit besiedelt, spätestens im 6. Jahrhundert vor Christus wurde es Teil des Achämenidenreichs. Abgeleitet vom altpersischen mahi khoran, das „Fischesser“ bedeutet, wurde die Gegend damals Makran oder gräzisiert Gedrosien genannt. Nach einer nur knapp dreißigjährigen Zugehörigkeit zum Reich Alexander des Großen trat dessen Nachfolger Seleukos I. Nikator Gedrosien 303 v. Chr. an das Maurya-Reich ab.
Anschließend dürfte es Teil des indo-griechischen Königreichs gewesen sein, dies ist jedoch nicht ausreichend belegt. Nach Ansicht des Numismatikers Pankaj Tandon existierte rund um die Zeitenwende ein Königreich der Paratarajas, eventuell identisch mit dem Indo-Parthischen Reich, in Belutschistan. In der Spätantike eine Provinz des Sassanidenreichs, erfolgte im 7. Jahrhundert die islamische Eroberung Makrans. Ab dem 13. Jahrhundert wanderten die Belutschen ein.
Die Überschwemmungskatastrophe in Pakistan 2010 betraf in der überwiegend bergigen Region von Belutschistan vor allem ein langgezogenes flaches Gebiet (die Kacchi-Wüste) nördlich von Jacobabad. Häuser wurden weggespült, Brücken und Straßen stark beschädigt, Vieh ist teilweise ertrunken und die Ernten wurden weitgehend zerstört. Außerdem mussten viele Bewohner des östlich angrenzenden und stärker von der Flut betroffenen Sindh nach Belutschistan fliehen.

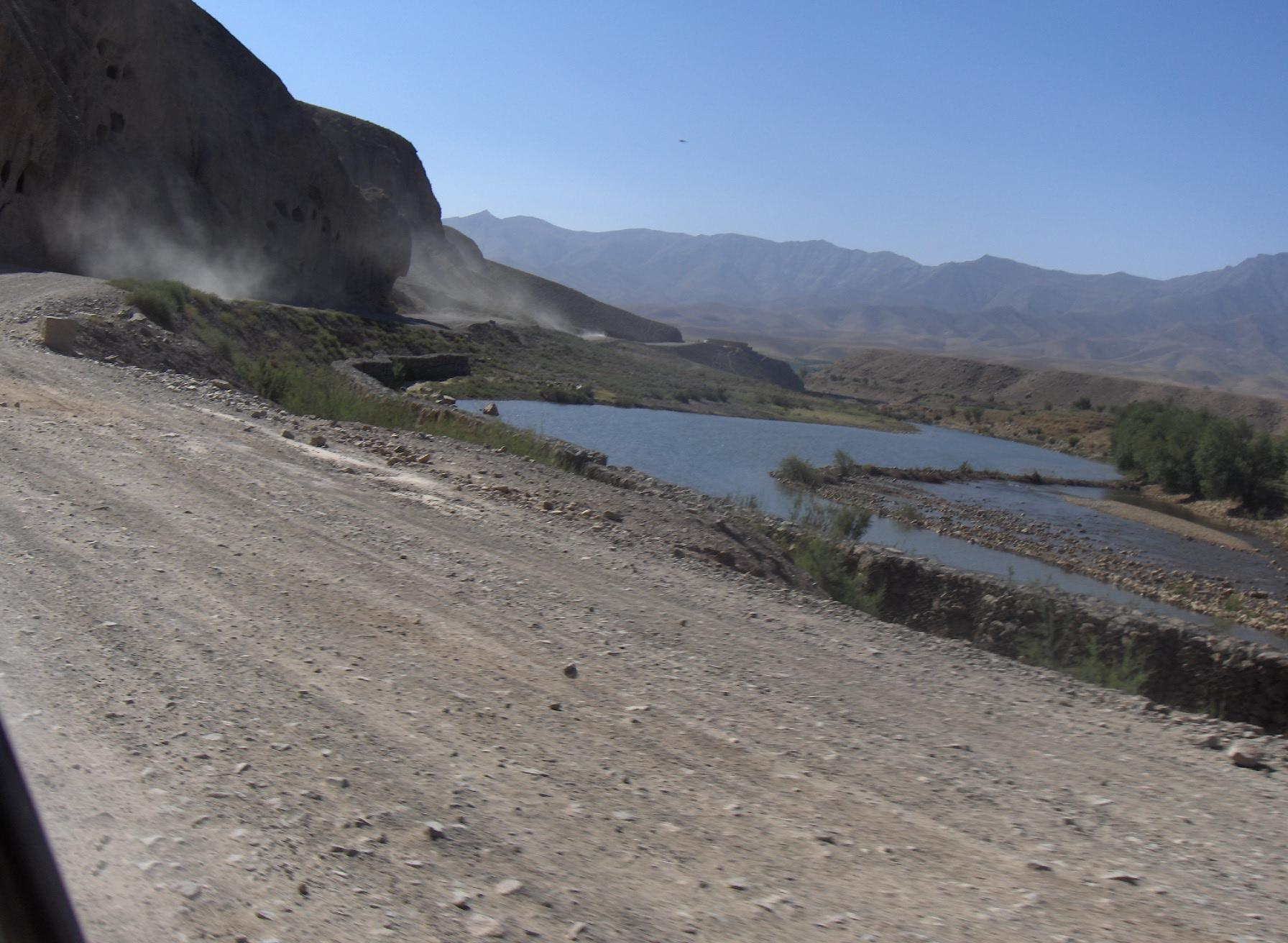
Chisht-Tal
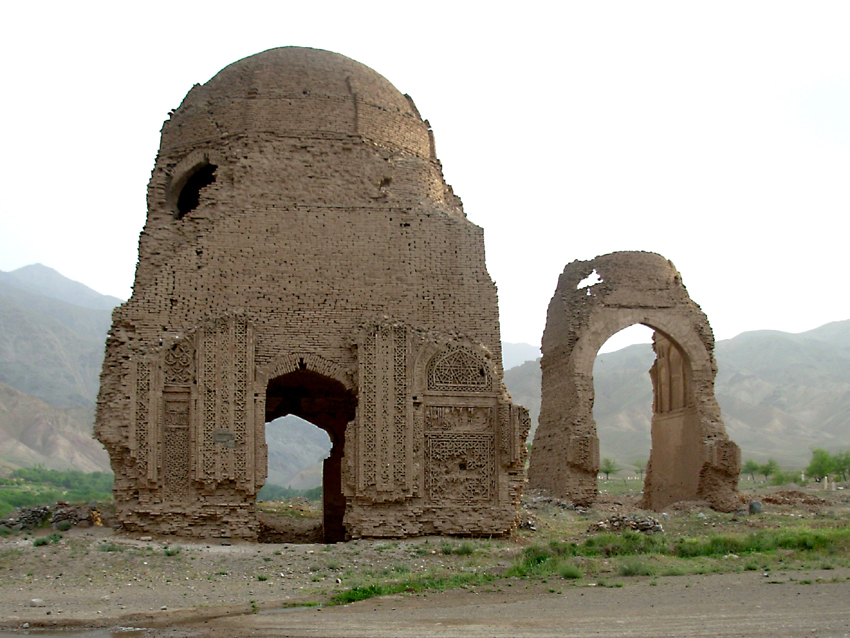
Cheheltan-chisht
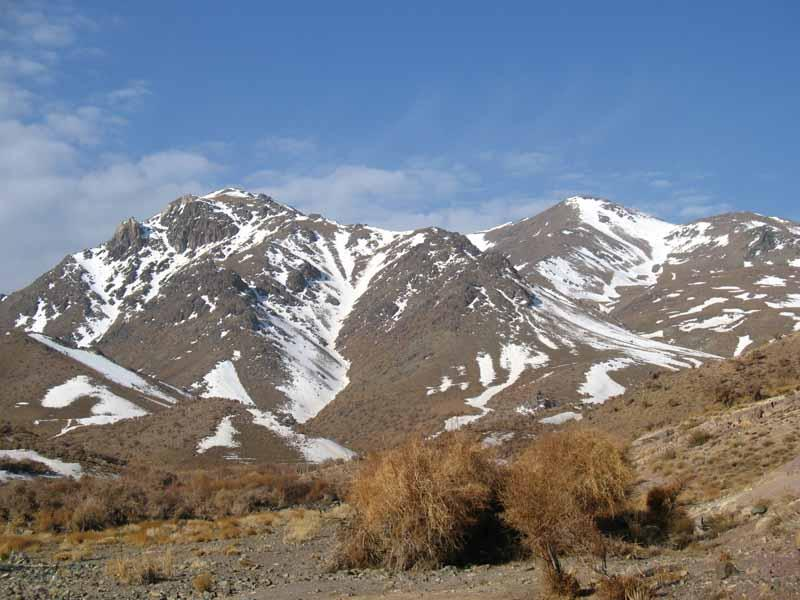
Cheheltan-chisht
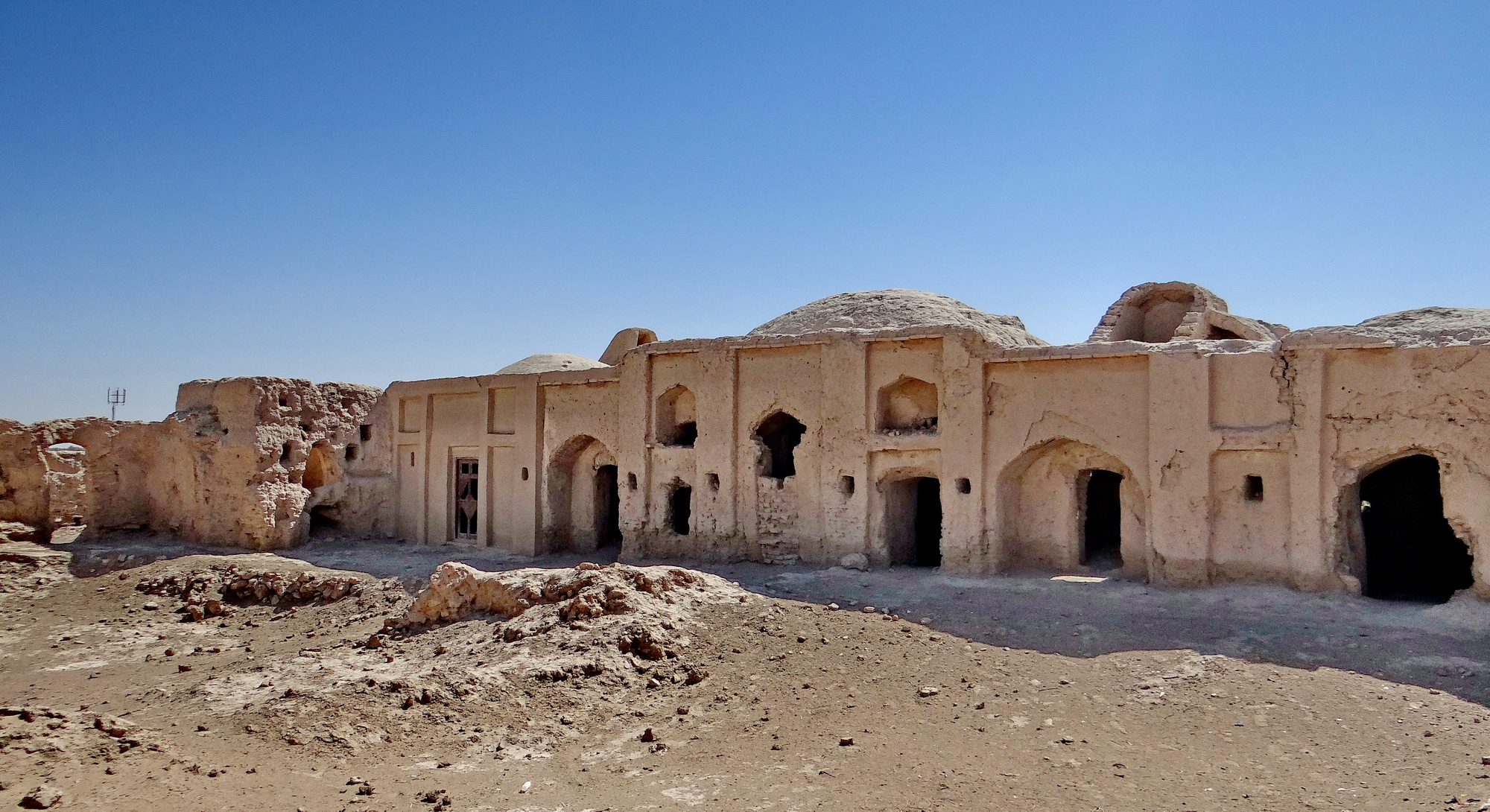
Ruinen des Feuertempels von Kirkoyeh in Sistan
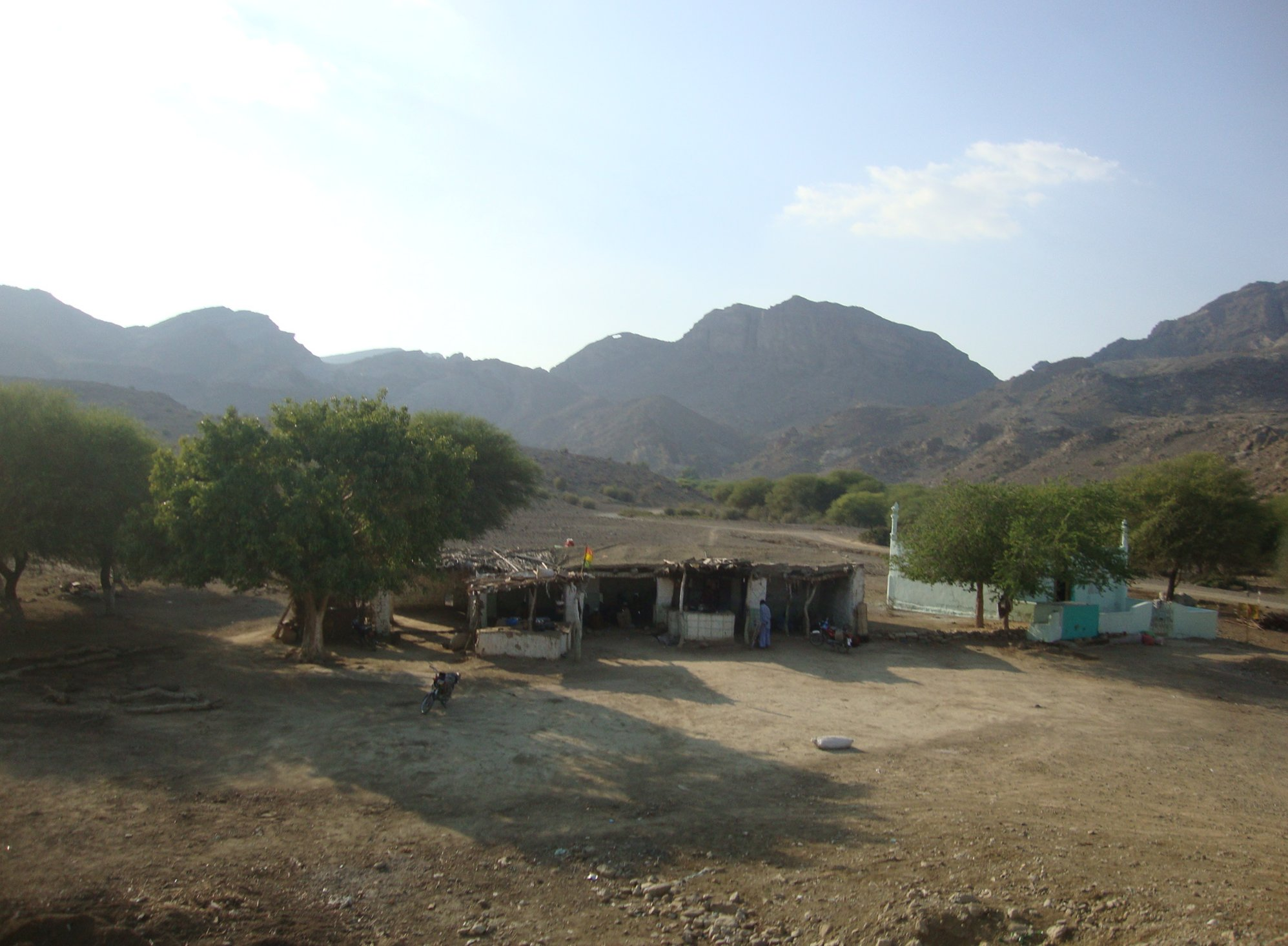
Schah Norani
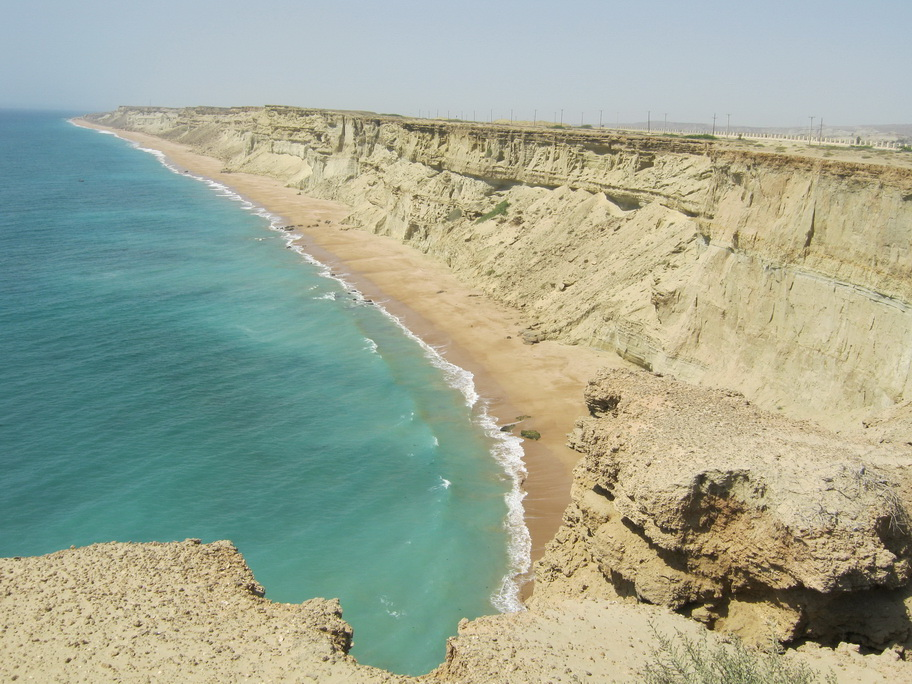
Küste am Arabischen Meer (Golf von Oman)
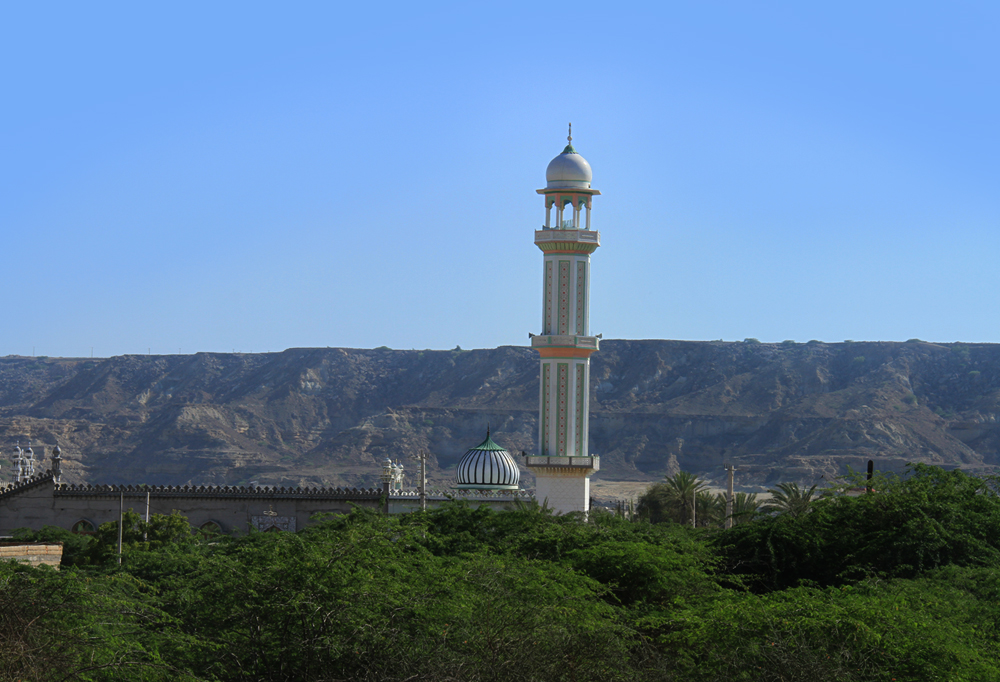
Moschee in Tiss
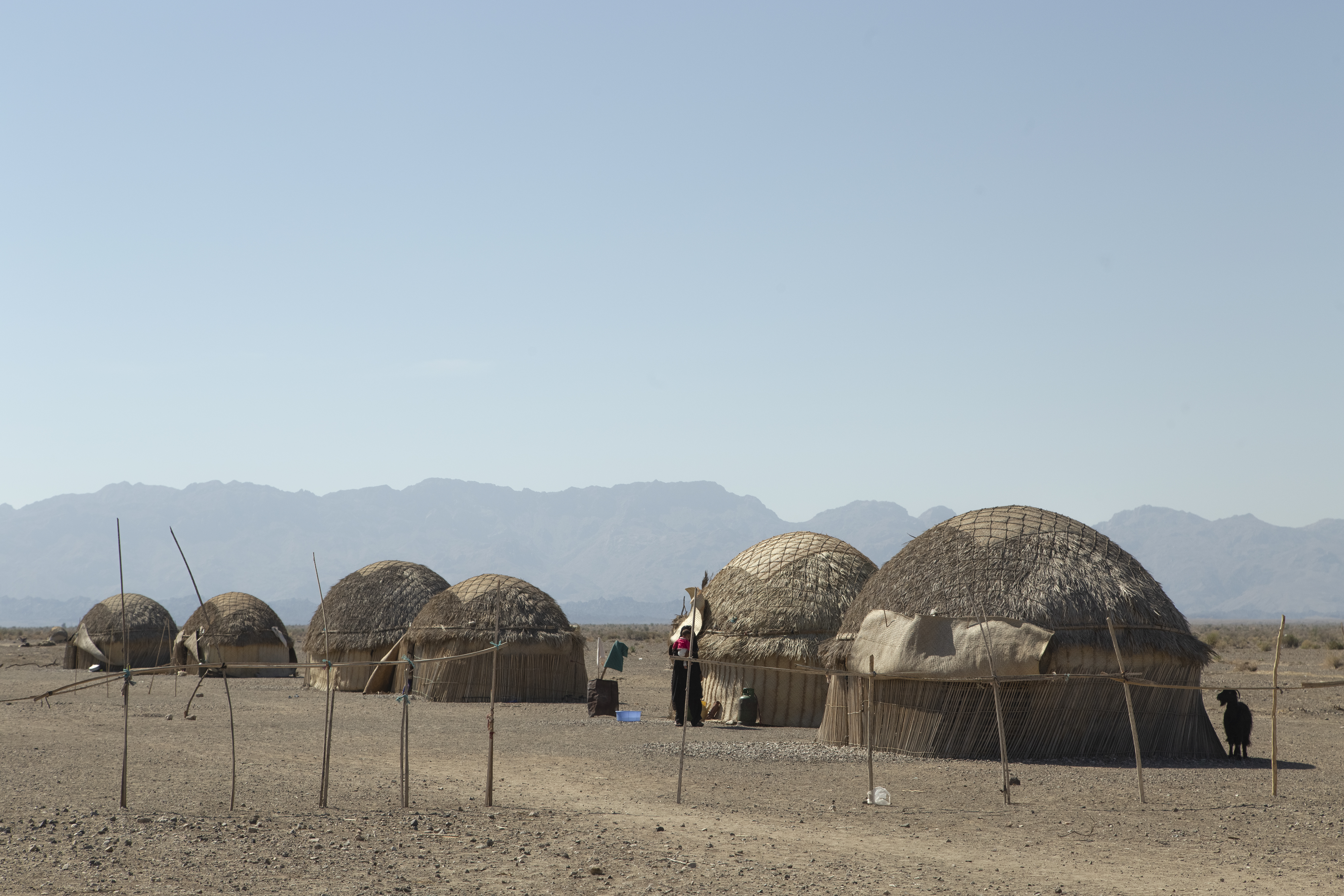
Landbevölkerung in Belutschistan